# Agoudi N'Lkhair
Agoudi N Lkhair (franska: Agoudi N Lkhair (CR), Agoudi N Lkhair (Commune Rurale), arabiska: دمنات (البلدية)) är en kommun i Marocko.   Den ligger i provinsen Azilal och regionen Béni Mellal-Khénifra, i den nordöstra delen av landet, 230 km söder om huvudstaden Rabat. Antalet invånare är 11 745.